# Osterstraße (metropolitana di Amburgo)
Osterstraße è una stazione della metropolitana di Amburgo, sulla linea U2.